# Bilkis Dadi
Bilkis Bano, més coneguda com a Bilkis Dadi (hindi: बिल्किस दादी; urdú: بلقیس دادی, ‘la iaia Bilkis’) (Kurana Meerpur, Uttar Pradesh, 1 de gener de 1938) és una activista social índia. Es va fer famosa internacionalment protestant contra l'Esmena de l'Acte de Ciutadania, una llei que va aprovar el Parlament de l'Índia l'11 de desembre del 2019 i que discrimina els refugiats musulmans. Va ser al capdavant de les Protestes de Shaheen Bagh, a Delhi, on va seure amb uns centenars de dones en una tenda protestant contra la CAA/NRC durant més de tres mesos.
El 23 de setembre del 2020, la iaia Bilkis aparegué entre les 100 persones més influents del 2020 a la revista estatunidenca Time i dos mesos després, el 23 de novembre del 2020, va figurar a la llista de les 100 dones més influents de l'any que publica la BBC anualment.